# Martina Johansson (politiker)
Karin Emma Martina Johansson, född Fransson 8 mars 1975 i Lekaryds församling, Kronobergs län, är en svensk politiker (centerpartist). Hon är ordinarie riksdagsledamot sedan 2018, invald för Södermanlands läns valkrets.
I riksdagen är hon ledamot i socialförsäkringsutskottet sedan 2021 samt suppleant i civilutskottet, EU-nämnden och socialutskottet. Johansson är även kvittningsperson för Centerpartiet sedan 2021. Hon har varit suppleant i bland annat ledamotsrådet och socialförsäkringsutskottet. Utöver sina riksdagsuppdrag är Johansson även familjerättspolitisk talesperson för Centerpartiet.
Under 2017–2022 var Johansson Centerpartiets distriktsordförande i Sörmland.
Innan Johansson valdes in i riksdagen arbetade hon bland annat som chef inom hemtjänsten, som säljare och som utbildare. Hon hade då även flera uppdrag som kommunpolitiker i Trosa kommun samt landstingspolitiker i dåvarande Södermanlands landsting.